# Bárbara Coronel
Bárbara Coronel (1632 — 1691), fue una actriz española del Siglo de Oro, de aspecto viril y al parecer de bravo carácter , sobrina del actor Cosme Pérez, más conocido como Juan Rana y protagonista de diversos escándalos.

## Biografía
Hija de los actores Agustín Coronel y María Coronel. Con once años ya formaba parte de la compañía de Tomás Díaz, "el Labrador". Se supone que su presencia varonil le hizo especializarse en papeles de hombre. Casiano Pellicer en su Tratado histórico sobre el origen y progreso de la comedia y del histrionismo en España, deja escrito que siendo "mujer casi hombre... le ayudaba grandemente para ejecutar con general aplauso ciertos papeles en los teatros". A propósito de su talante y de su afición a montar a caballo queda la noticia de estos versos anónimos:
La Bárbara Coronel
domina de igual talante
al hombre más arrogante
y al más fogoso corcel.
El capricho es la razón
de "mujer" tan agresiva;
y no es nunca equitativa,
aunque sabe equitación.
Contrajo matrimonio con el también actor Francisco Jalón, con quien mantuvo una relación tempestuosa y salpicada de incidentes, que terminó con la prematura muerte de Francisco, imputada por la justicia a la propia Bárbara Coronel; la intercesión ante el rey por parte de su tío, el famoso actor Juan Rana la dejó libre de cargos y pudo regresar a las tablas. Llegó a ejercer como 'autora' (en el lenguaje de la época, sinónimo de empresaria teatral). Hasta su muerte, datada en 1691, continuó protagonizando sonados escándalos.